# Korsische Sprache
Korsisch (Korsisch corsu, Galluresisch cossu oder cossicanu) ist das ursprüngliche, von den Bewohnern der Mittelmeerinsel Korsika gesprochene romanische Idiom, das hier seit dem 19. Jahrhundert in Konkurrenz zum Französischen steht. Sprachsystematisch gehört es zur Gruppe der italoromanischen Sprachen oder Dialekte und ist eng mit dem toskanischen Italienisch verwandt.
Galluresisch ist – obwohl es auf der anderen Seite der Straße von Bonifacio, auf Sardinien, gesprochen wird – als südliche Varietät des Korsischen und nicht als Dialekt des Sardischen anzusehen. Es ist gleichsam ein Ableger des Korsischen im Norden der Nachbarinsel.

## Status und Klassifikation
In Frankreich hat Korsisch den Status einer anerkannten Regionalsprache und kann auf der Insel Korsika – muss aber nicht – als Schulfach unterrichtet sowie als Verwaltungssprache verwendet werden. So sind auf der ganzen Insel nahezu alle Ortsschilder und Wegweiser zweisprachig. Die Verwendung des Korsischen als Schriftsprache ist jedoch gering. Hier dominiert das Französische, das die einzige Amtssprache der Insel ist. An der Universität von Corti ist Korsisch obligatorisches Nebenfach in sämtlichen Studienrichtungen; zudem kann dort Korsische Sprache und Kultur als Bachelor- und Masterstudiengang belegt werden.
Im Norden Sardiniens sind Varietäten des Korsischen, Sassaresisch und Galluresisch, von der Regionalregierung anerkannt. Auch hier gibt es zum Teil zweisprachige Ortsbeschilderung.

### Sprache oder Dialekt?
Nach linguistischen Kriterien muss das Korsische nicht zwingend als eigenständige Sprache gelten, da es eng mit den mittelitalienischen Dialekten verwandt und mit ihnen weitgehend gegenseitig verständlich ist. Es steht dem Toskanischen wesentlich näher als etwa das Toskanische den galloitalischen und süditalienischen Dialekten. Dennoch hat sich der Begriff der „lingua corsa“ („korsische Sprache“) durchgesetzt.
Die Nähe zum Toskanischen erklärt sich aus der Jahrhunderte währenden Präsenz von Pisanern und Genuesen, die bis ins 13. bzw. 18. Jahrhundert über die Insel herrschten und die toskanische Schriftsprache verwendeten. Somit diente toskanisches Italienisch der korsischen Volkssprache als Dachsprache und beeinflusste sie nachhaltig. In den Küstenstädten Calvi, Ajaccio und Bonifacio sind zudem ligurische Einflüsse feststellbar, die auf die Präsenz der ligurischen Umgangssprache in früheren Jahrhunderten zurückgehen (siehe die roten Punkte in der folgenden Karte).
Erst nach dem Anschluss Korsikas an Frankreich (1769) kam es zur Verschriftlichung des Korsischen, und die politische und kulturelle Lösung der Insel von Italien führte dazu, dass Besonderheiten des Korsischen in Wortschatz, Aussprache und Grammatik gegenüber dem Italienischen deutlich gemacht und verfestigt wurden. Diese Tendenz hebt das Korsische vom Begriff des Dialekts ab und führt es näher zu dem der Sprache, da das Vorhandensein einer normierten Schriftsprache als wesentliches Charakteristikum eigenständiger Sprachen gilt.

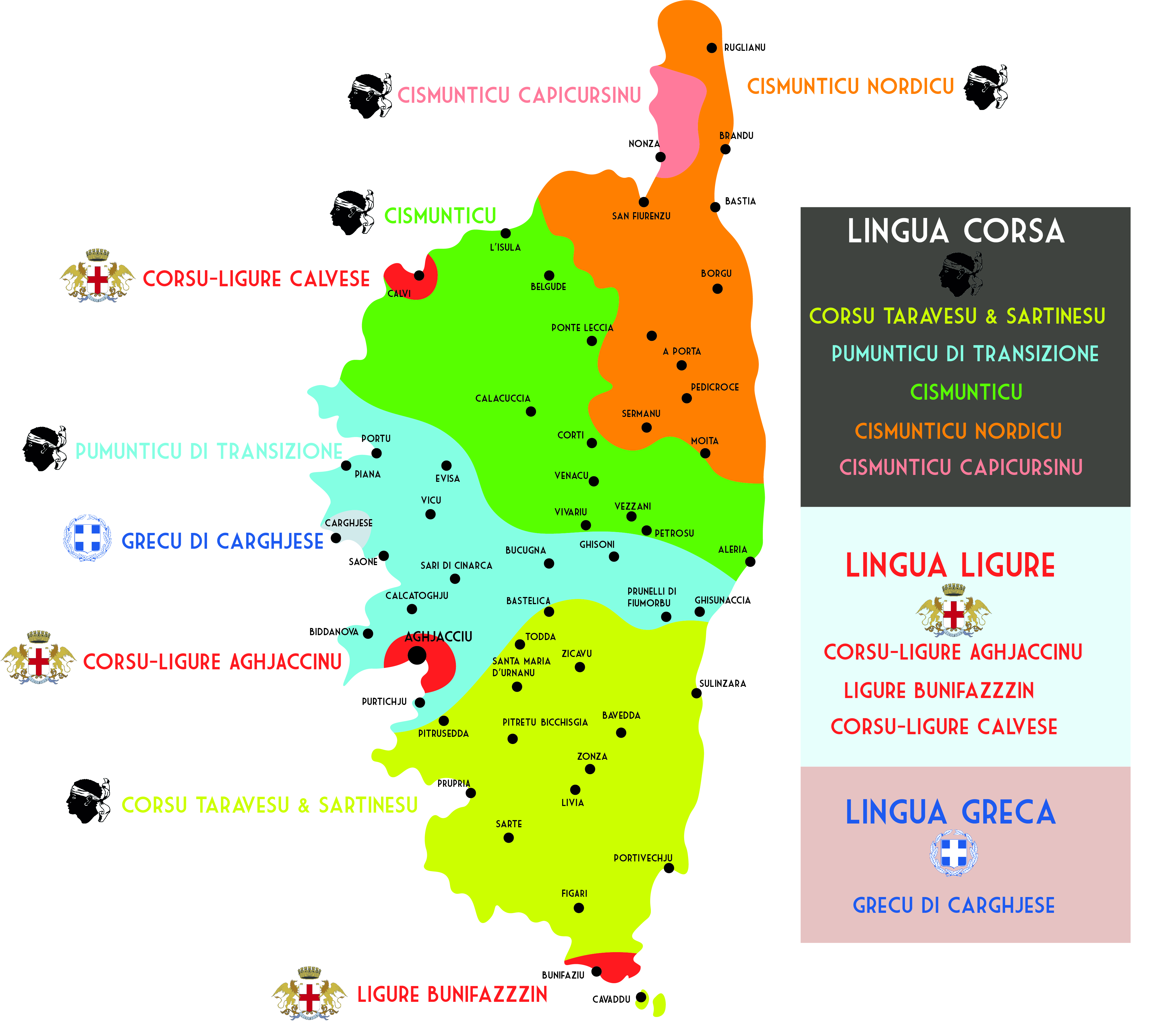
Übersicht der sprachlichen Zonen auf Korsika. Diese wie die folgende Karte gliedern den Sprachraum des Korsischen insbesondere in einen nordkorsischen und einen südkorsischen Bereich; dazwischen liegt eine Übergangszone (hier türkisblau, auf der unteren Karte mittelgrün). In Rot: ligurisch geprägte Dialekte

Verbreitungsgebiet und Varietäten des Korsischen auf Korsika und Sardinien

Korsisch lässt sich bezüglich der Problematik der Anerkennung als eigenständige Sprache in gewissem Maße mit dem Maltesischen vergleichen, das ursprünglich ein Dialekt des Arabischen war. Auch hier fand die Verschriftlichung in Distanz zur Hochsprache statt, es wurde sogar ein anderes Schriftsystem gewählt (die lateinische Schrift); doch besteht zwischen Maltesisch und den ihm verwandten arabischen Dialekten des Maghrebs – anders als zwischen Korsisch und Mittelitalienisch – heute kaum noch gegenseitige Verständlichkeit. Auch ein Vergleich des Korsischen mit dem Portugiesischen bietet sich an, das sich aus dem Galizischen entwickelte und davon als eigenständige Sprache emanzipiert hat. Als „Kompromiss“ in der Statusfrage kann Korsisch in seiner heutigen Form, wenn nicht als eigenständige Sprache, so mindestens als Kulturdialekt oder Ausbausprache bezeichnet werden. Hier ähnelt es dem Luxemburgischen. Ein problematischer Mangel des Korsischen im Vergleich zu den genannten Beispielen ist, dass es in Schule, Verwaltung und Alltag der Korsen kaum als Schriftsprache und oft nicht einmal mündlich verwendet wird, da die Mehrheit der korsischen Bevölkerung kein Korsisch beherrscht.
Die Abweichungen zwischen den zwei nebenstehenden Karten, auf denen regionale Varianten unterschiedlich zusammengefasst und bezeichnet werden, verdeutlichen verschiedene Kategorisierungsversuche, die innerhalb der politisch-historischen und der linguistischen Diskussion unternommen wurden. Die unterschiedliche Gewichtung einzelner sprachlicher Phänomene (welche Isoglosse ist wie wichtig?) und der Einfluss von Eigenbezeichnungen der Sprecher führen zu voneinander abweichenden Einschätzungen.

### Verwandtschaft, Varietäten und Sprachvergleich

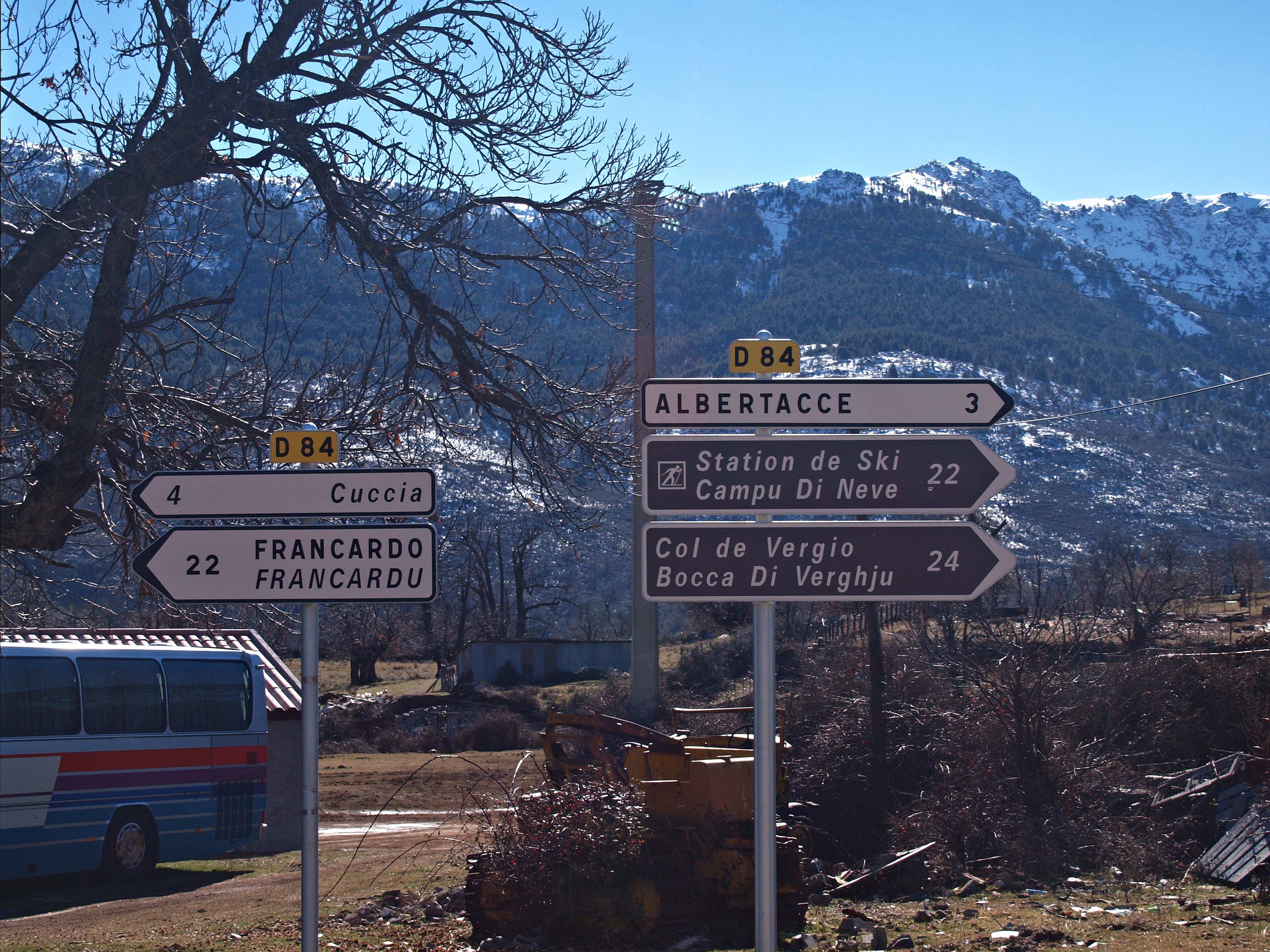
Wegweiser auf Korsika

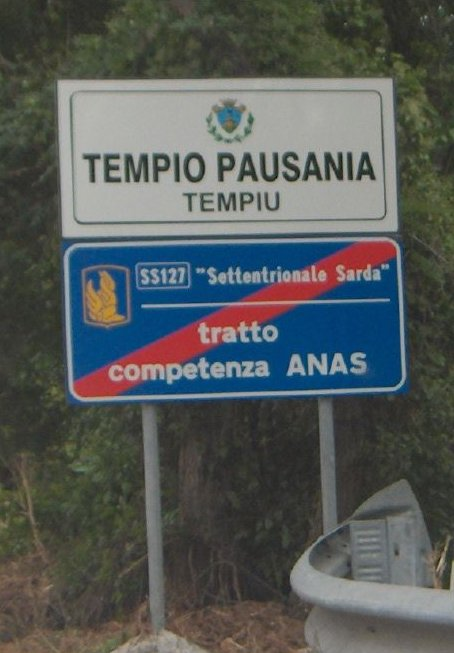
Zweisprachiges Ortsschild im Norden Sardiniens: oben auf Italienisch, unten auf Galluresisch (Korsisch)

Zu der bereits beschriebenen starken sprachsystematischen Verbindung zum Toskanischen ist anzumerken, dass dies vor allem auf die nördlichen Dialekte Korsikas (corsu supranu oder cismuntincu genannt) zutrifft, während die im südlichen Korsika gesprochenen (corsu suttanu oder pumuntincu) besonders eng mit den im nördlichen Sardinien verbreiteten Mundarten Galluresisch (gadduresu) und Sassaresisch (sassaresu) verwandt sind. Man spricht bezüglich der südlichen Ausläufer des Korsischen auch von sardisch-korsischen Übergangsdialekten. 
Ähnlichkeiten weist die Sprache Korsikas auch mit dem Sizilianischen und dem Römischen auf. Durch die vielen u- sowie regional auftretende Zischlaute entstehen klangliche Gemeinsamkeiten mit dem (europäischen) Portugiesischen. Nasallaute verstärken diesen Eindruck und erinnern zugleich an das Französische. Allgemein lässt sich sagen, dass Korsisch gegenüber Standarditalienisch einen dunkleren Klang aufweist, sich andererseits aber melodischer, weicher anhört. Der korsische Wortschatz steht dem Italienischen äußerst nahe, während eine Reihe von Wörtern eher französisch anmuten bzw. dem Französischen entlehnt sind. Andere Ausdrücke wiederum sind typisch korsisch:
| Französisch | Korsisch          | Galluresisch | Sassaresisch | Italienisch            | Latein    | Deutsch     |
| ----------- | ----------------- | ------------ | ------------ | ---------------------- | --------- | ----------- |
| voilà       | eccu              | eccu         | accò         | ecco                   | ecce      | hier/da ist |
| danger      | perìculu          | pirìculu     | pirìguru     | pericolo               | periculum | Gefahr      |
| rivière     | fiume             | riu          | riu          | fiume oder rio         | flumen    | Fluss       |
| gare        | gara von fr. gare | stazioni     | isthazioni   | stazione               | statio    | Bahnhof     |
| voiture     | vittura           | màcchina     | màcchina     | macchina oder vettura  | carrus    | Auto        |
| travailler  | travaglià         | trabaddà     | trabaglià    | lavorare               | laborare  | arbeiten    |
| regarder    | fidïà             | figghjulà    | figgiurà     | guardare               | spectare  | schauen     |
| fromage     | casgiu            | càsgiu       | càsgiu       | formaggio oder cacio   | caseus    | Käse        |
| plage       | marina            | spiagghja    | ippiàggia    | spiaggia oder marina   | litus     | Strand      |
| arriver     | ghjunghje         | ghjugnì      | giugnì       | arrivare oder giungere | advenire  | ankommen    |
| prendre     | piglià            | piddà        | piglià       | prendere oder pigliare | prendere  | nehmen      |
| garçon      | zitellu, ziteddu  | steddu       | pizzinnu     | ragazzo                | puer      | Junge       |

Hier ein paar Hörbeispiele aus den verschiedenen Dialektzonen des (Sardo-)Korsischen:
| Dialektzone                                           | Hörbeispiel aus                                 |
| ----------------------------------------------------- | ----------------------------------------------- |
| Nordkorsika (Cismuntincu)                             | Bastia                                          |
| Übergangszone Nord-/Südkorsika (Corsu di transizione) | Ajaccio (Aghjacciu)                             |
| Südkorsika (Pumuntincu)                               | Bastelica (Bastélica)                           |
| Südkorsika (Pumuntincu)                               | Zicavo (Zìcavu)                                 |
| Südkorsika (Pumuntincu)                               | Aullène (Auddè)                                 |
| Südkorsika (Pumuntincu)                               | Sainte-Lucie-de-Tallano (Santa Lucìa d’Attallà) |
| Nordostsardinien (Gadduresu)                          | Gallura (Gaddura)                               |
| Nordwestsardinien (Sassaresu)                         | Sassari                                         |

## Geschichte

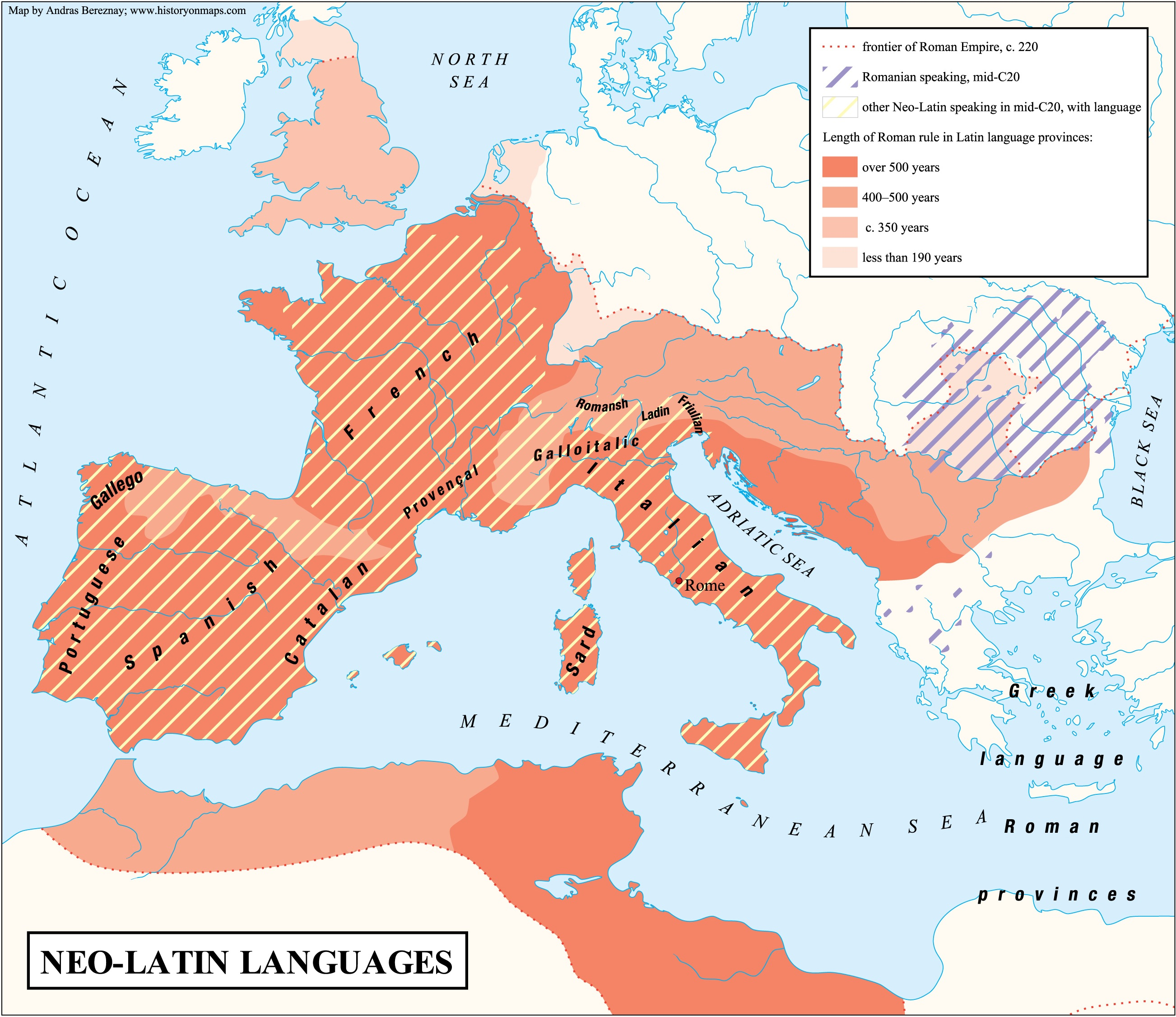
Ausbreitung des lateinischen Sprachraums (rot). Die Farbtöne geben die Dauer der römischen Herrschaft in Jahren an (dunkelrot ca. 500, mittelrot 400–500, hellrot ca. 350, blassrot weniger als 190). In schwarzen Lettern: Namen von aus Latein entstandenen Volkssprachen (Provenzalisch steht hier für Okzitanisch). Rechts die griechischsprachigen römischen Provinzen, im Norden germanische Gebiete. Dunkellila gestreift: Rumänisch im 20. Jahrhundert

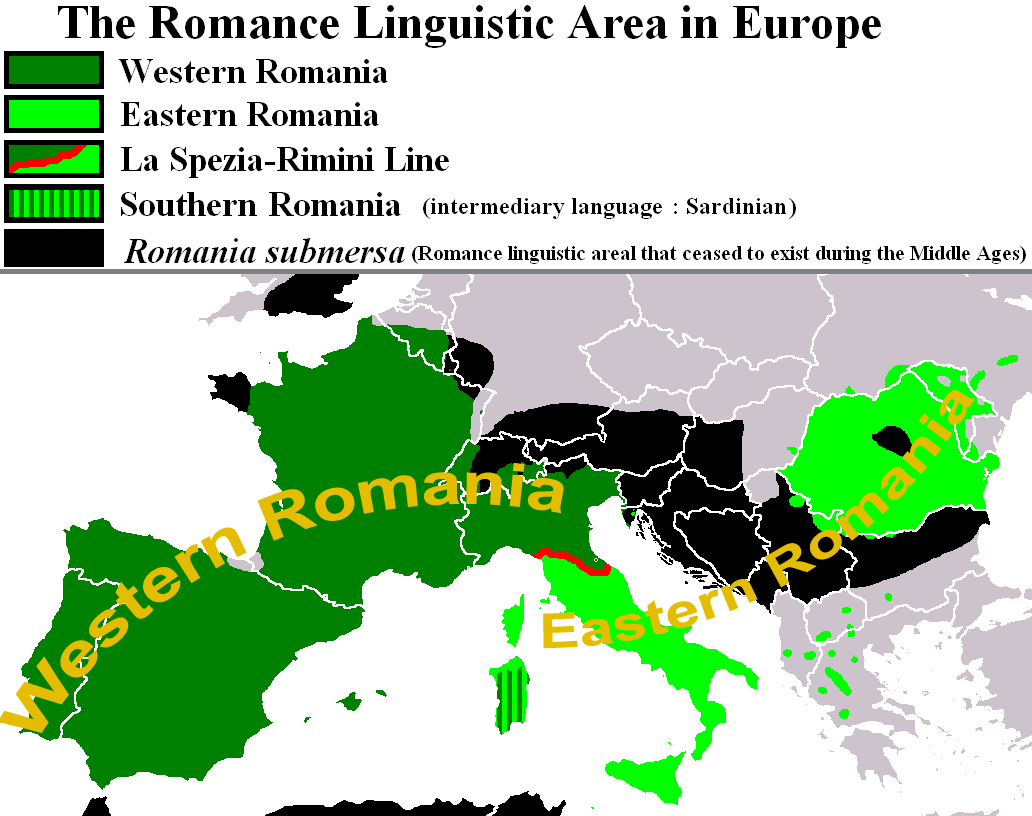
Einteilung des romanischen Sprachraums in Europa und Nordafrika nach Walther von Wartburg (1950): Westromania in Dunkelgrün (Galizisch-Portugiesisch, Spanisch, Katalanisch, Okzitanisch, Französisch, Galloitalisch, Rätoromanisch); Ostromania in Hellgrün (Italienisch, Korsisch, Rumänisch); im Mittelalter untergegangene Bereiche in Schwarz; in der Mitte, gestreift, Südromanisch (Sardisch). Die sogenannte Spezia-Rimini-Linie (rot) in Mittelitalien teilt zwischen west- und ostromanischen Dialekten

### Die italienische Periode
Die sich nur allmählich durchsetzende Latinität Korsikas schloss auf der Basis des gemeinsamen vorrömischen (u. a. libyschen, phönizischen, etruskischen) Substrats die Inseln Korsika und Sardinien zu einem Sprachgebiet zusammen und orientierte Korsika nach Mittel- und Süditalien. Die sprachliche Einheit mit der Nachbarinsel Sardinien zerbrach ab dem 9. Jahrhundert, als beide Inseln unter unterschiedlichen politischen Einfluss gerieten. Korsika ging zunächst in den Machtbereich des Markgrafentums der Toskana ein (ab 828); 1077 folgte die Herrschaft der Pisaner. Nach der Seeschlacht bei Meloria (1284) verlor Pisa die Insel an die Republik Genua. Die sprachliche „Toskanisierung“ Korsikas hielt während der genuesischen Periode (1284–1768) an, da Genua die toskanisch basierte Schriftsprache verwendete. In dieser Zeit wurde das Korsische als Dialekt (dialetto) angesehen, der zur mündlichen Alltagskommunikation verwendet wurde, während das Hochitalienische als Schriftsprache diente.

### Seit dem Erwerb Korsikas durch Frankreich
Nachdem Korsika im Jahr 1768 von der Republik Genua an Frankreich verkauft worden war, begann die kulturelle und sprachliche Französisierung der Insel. Das Korsische verlor – sprachwissenschaftlich gesehen – seine „Überdachung“ durch das Italienische, neue Dachsprache des Korsischen wurde das Französische.
1852 wurde die italienische Schriftsprache auf Korsika aus allen offiziellen Bereichen verbannt, während das Korsische in der zweiten Hälfte des 19. Jahrhunderts zu einer eigenständigen Sprache ausgebaut wurde, indem die Rechtschreibung vereinheitlicht und die in Vokabular und Grammatik bestehenden Unterschiede zum Italienischen betont wurden. Es entstand ein eigenes, auf dem korsischen Idiom basiertes Identitätsbewusstsein, das sich zunehmend in der Produktion korsischsprachiger meist literarischer Texte äußerte. Dieses erste Aufblühen einer korsischen Schriftsprache, das unter soziolinguistischen Aspekten als „Vor-Ausbauphase“ bezeichnet werden kann, erfolgte nicht durch institutionell gelenktes sprachplanerisches Handeln. Die Einführung der allgemeinen Schulpflicht im Jahr 1882 – mit Französisch als einziger Unterrichtssprache – bewirkte das Erstarken des Französischen und eine massive Schwächung des Korsischen.
In den 1920er Jahren erfuhr der Wille, das Korsische als Schriftsprache auszubauen, eine politische Umdeutung, die sich in der Gründung der sich für die Autonomie Korsikas einsetzenden Partei Partitu corsu d'azzione widerspiegelte. Diese politische Organisation ging aus einem Intellektuellenkreis um die Zeitung A Muvra (Der Mufflon) hervor, die mit ihrem „corsisme“ einen ideologischen Gegenpart zum stärker frankophil orientierten „cyrnéisme“ des Almanachs Annu Corsu (später Année Corse) bildete. Die Sichtweise der italienischen Irredentisten (und Faschisten), die Korsika als „unerlösten“ Teil Italiens ansahen (Benito Mussolini erklärte Korsika 1936 zum integralen Bestandteil Italiens), wurde von den Korsen, die inzwischen eine eigene Identität entwickelt hatten und sich selbst in sprachlicher Hinsicht nicht mehr zu Italien gehörig fühlten, weitgehend zurückgewiesen. Einen Ausdruck erhielt diese Einstellung im „Eid von Bastia“, durch den 1938 auf einer Kundgebung 20.000 Korsen die Zugehörigkeit der Insel zur französischen Republik beschworen.
Im Jahr 1973 gründete Jean Rocchi die scole aperte, freiwillige Sommerschulen für Kinder, die das in der Schule unterdrückte Korsisch erlernen wollten. Die korsische Sprache wurde zu einem wichtigen Symbol der Identität der Korsen. Seit 1974 ist Korsisch durch die Novellierung der Loi Deixonne (Sprachengesetz) von der französischen Republik als Regionalsprache anerkannt, und es wird mittlerweile in einem bestimmten Umfang in den Schulen unterrichtet und in Teilen des auf Korsika ausgestrahlten Regionalprogramms des staatlichen Rundfunks neben Französisch verwendet. Seit 1989 hat das Korsische den Status einer dem Französischen gleichberechtigten Verwaltungssprache; viele Korsen streben jedoch eine weitere Institutionalisierung und damit eine offizielle Zweisprachigkeit ihrer Insel an.
Im Dezember 2015 erregte der neu gewählte Präsident des korsischen Regionalparlaments (Assemblée de Corse), Jean-Guy Talamoni, Aufmerksamkeit, als er zur Parlamentseröffnung eine Rede auf Korsisch hielt. Bei den Regionalwahlen hatten zuvor die nach Autonomie strebenden gemäßigten Nationalisten (Femu a Corsica) und die nach Unabhängigkeit strebenden radikalen Nationalisten (Corsica libera), denen auch Talamoni angehört, mit 16 bzw. 8 Sitzen die Mehrheit der 41 Sitze im Regionalparlament gewonnen. Viele französische Politiker verurteilten sowohl den Inhalt der Rede als auch die Tatsache, dass sie auf Korsisch gehalten wurde. Insbesondere Letzteres zeigt, dass die 1989 eingeführte Gleichberechtigung von Korsisch und Französisch als Verwaltungssprachen Korsikas zwar auf Korsika Akzeptanz erfahren mag, doch in der festlandfranzösischen Öffentlichkeit unbekannt oder missverstanden ist.
Am 29. September 2023 hielt Staatspräsident Macron eine Rede vor dem korsischen Regionalparlament, in der er ein autonomieähnliches Statut für die Insel ankündigt. Er nennt dies „l'inscription de l'île et de ses spécificités dans la Constitution“ („die Insel und ihre Spezifitäten in der französische Verfassung einschreiben“) und spricht von einem „article dédié“, einem dieser Frage gewidmeten Verfassungszusatz. Die Erhebung des Korsischen zu einer von zwei allgemeinverbindlichen Amtssprachen Korsikas lehnte er in diesem Zuge ab. Auch die Anerkennung der Korsen als Nation kommt für ihn nicht infrage.

## Sprecherzahl und Verwendung

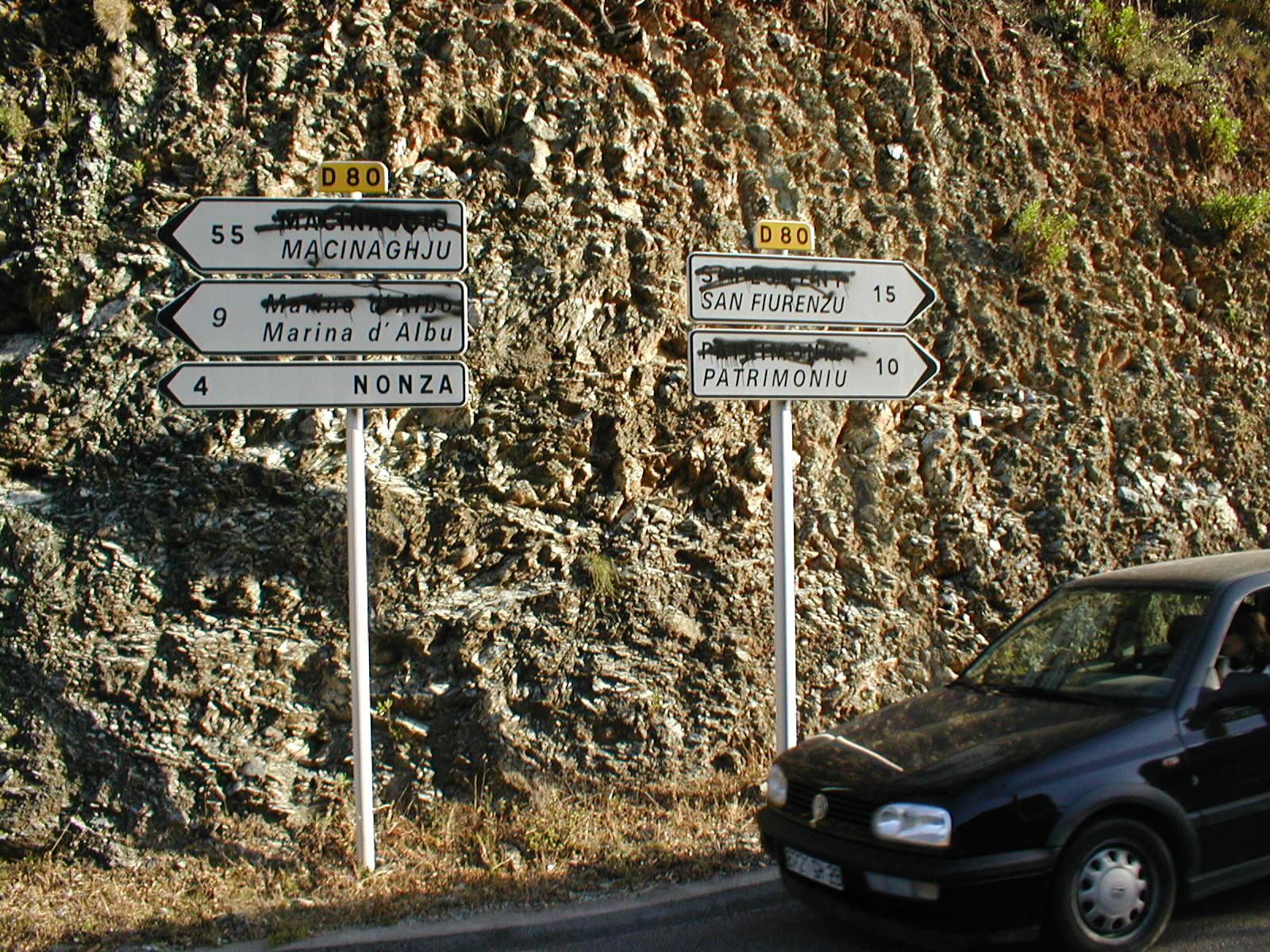
Gegen den Zentralstaat gerichteter Vandalismus: Die französische Aufschrift zweisprachiger Wegweiser wurde mit Farbe beschmiert

### Statistik
Der französische Staat, der von der Einheit der Republik ausgeht und Französisch zur Sprache der Republik erklärt hat, erhebt keine Statistiken über die Verbreitung der auf seinem Territorium gesprochenen Minderheitensprachen. Angaben zur Sprecherzahl des Korsischen beruhen daher auf Schätzungen, sie schwanken stark und widersprechen einander. Mitunter wird angenommen, dass es auf Korsika etwa 100.000 Sprecher des Korsischen gebe; hinzu kämen 33.000, die auf dem französischen Festland leben. Rechnet man die Sprecher des Galluresischen (bis zu 100.000) sowie jene des Sassaresischen (bis zu 150.000) auf Sardinien hinzu, so handelt es sich um insgesamt 383.000 Korsischsprecher in Frankreich und Italien. Schätzungen von über 400.000 Sprechern weltweit wären demnach folgerichtig. Andere Quellen nennen für Korsika lediglich 60.000 Sprecher, wiederum andere zeigen sich mit mehr als 200.000 optimistischer.
Die Sprecherzahl des Korsischen gilt bald als rückläufig (eine Annahme, die aus der Dominanz des Französischen in Bildung und Geschäftsleben abgeleitet wird), bald als in den letzten Jahren gestiegen (was unter anderem auf den vermehrten Korsischunterricht in den Schulen der Insel zurückgeführt werden könnte). Jedenfalls ist das Korsische weit weniger gefährdet als andere Minderheitensprachen Frankreichs, da es etwa im Gegensatz zu Elsässisch oder Okzitanisch sehr viele Sprecher in der jungen Generation hat.

### Im korsischen Bildungswesen
Eine aktuelle Statistik besagt, dass zirka 98 % der korsischen Grundschüler mindestens eineinhalb Stunden Korsischunterricht pro Woche erhalten. An den weiterführenden Lehranstalten sind es rund 59 % der Schüler in Sekundarstufe I (collège) und noch etwa 22 % in Sekundarstufe II (lycée). Allerdings heißt es darin auch, dass nur 2 % der Familien die Sprache an die nächste Generation weitergäben und eine echte Zweisprachigkeit selten sei; meist dominiere das Französische.

### Ortsnamen auf Korsika
Die offizielle Bezeichnung der meisten Städte, Ortschaften, Berge und anderer geografischer Punkte Korsikas ist weder korsisch noch französisch, sondern italienisch, auch wenn ihre Schreibung nicht immer den Regeln der modernen italienischen Orthografie entspricht. Mit dem Erhalt der italienischen Namen erfüllte der französische Staat eine der Bedingungen für den Erwerb Korsikas von der Republik Genua im Jahr 1768. Oft, zumindest wenn sie in französischer Rede auftauchen, werden die Namen französisch ausgesprochen (etwa Ajaccio [aʒakˈsjo] statt italienisch [aˈjattʃo] und Bastia [basˈtja] statt italienisch [basˈtija]); anders als z. B. für viele Ortsnamen im Elsass wurde in der Regel keine spezifisch französische Schreibung oder Namensform festgelegt. Vielerorts existiert außerdem eine abweichende Bezeichnung in korsischer Sprache, die in der öffentlichen Beschilderung als Zusatz zum offiziellen Namen verwendet werden kann, z. B. Portivechju und Portuvechju für Porto-Vecchio, Carghjese für Cargèse, Bunifaziu für Bonifacio.

### Korsisch in den Medien
Die öffentlich-rechtliche Rundfunkstation Radio France sendet landesweit France Bleu, ein Hörfunkprogramm, das aus einem Mantelprogramm aus dem Funkhaus in Paris und Fensterprogrammen besteht, zu denen sich die Regionalsender von Radio France aus dem Pariser Programm ausschalten, um eigene, auch regionalsprachliche Beiträge zu senden. France Bleu RCFM Frequenza Mora sendet von 6 Uhr morgens bis in den Abend nahezu ununterbrochen aus Korsika, zum Teil auf Korsisch. Private korsische Radiostationen, deren Programme korsischsprachige Sendungen enthalten, sind das seit 1981 bestehende Alta Frequenza, Frequenza Nostra, Voce Nustrale u. a. Die Sendungen werden auch über das Internet verbreitet.
In Fernsehen und Presse spielt die korsische Sprache eine dem Französischen deutlich untergeordnete Rolle. Die größte Tageszeitung ist die französischsprachige Corse-Matin (Auflage ca. 29.000 Exemplare), die auch regelmäßig Artikel auf Korsisch enthält. Auch im wöchentlich erscheinenden Journal de la Corse (gegründet 1817, Auflage 5.000 Exemplare) sind korsischsprachige Beiträge enthalten, ebenso in der Monatsschrift Corsica (Auflage ca. 17.000 Exemplare). Kleinere korsischsprachige Blätter sind die satirische Vierteljahresschrift A Piazzetta (Auflage 15.000 Exemplare) sowie U Ribombu und der der FLNC nahestehende U Ribellu.
Korsische Buchautoren schreiben in der Regel auf Französisch. Zu den bekanntesten korsischen Schriftstellern des 20. Jahrhunderts gehören Angelo Rinaldi (1940–2025), Archange Morelli (* 1949) und Marie Susini (1916–1993).

### Korsisch im Vergleich zu anderen Regionalsprachen Frankreichs
Obgleich viele Korsen eine offizielle Zweisprachigkeit befürworten, scheiterten bisherige Bestrebungen diesbezüglich an der französischen Zentralregierung. Erhalt und Verwendung der Sprache sind demnach stark von regionalem, lokalem und nicht zuletzt persönlichem Engagement abhängig. Dem Korsischen förderlich kann die ausgeprägte regionale Identität der Korsen sein, durch die sich Korsika von anderen Sprachregionen Frankreichs, etwa von Okzitanien oder dem französischen Katalonien (Roussillon), unterscheidet. Die UNESCO klassifiziert das Korsische als potentiell gefährdet („vulnerable“).

### Lage der korsischen Mundarten auf Sardinien

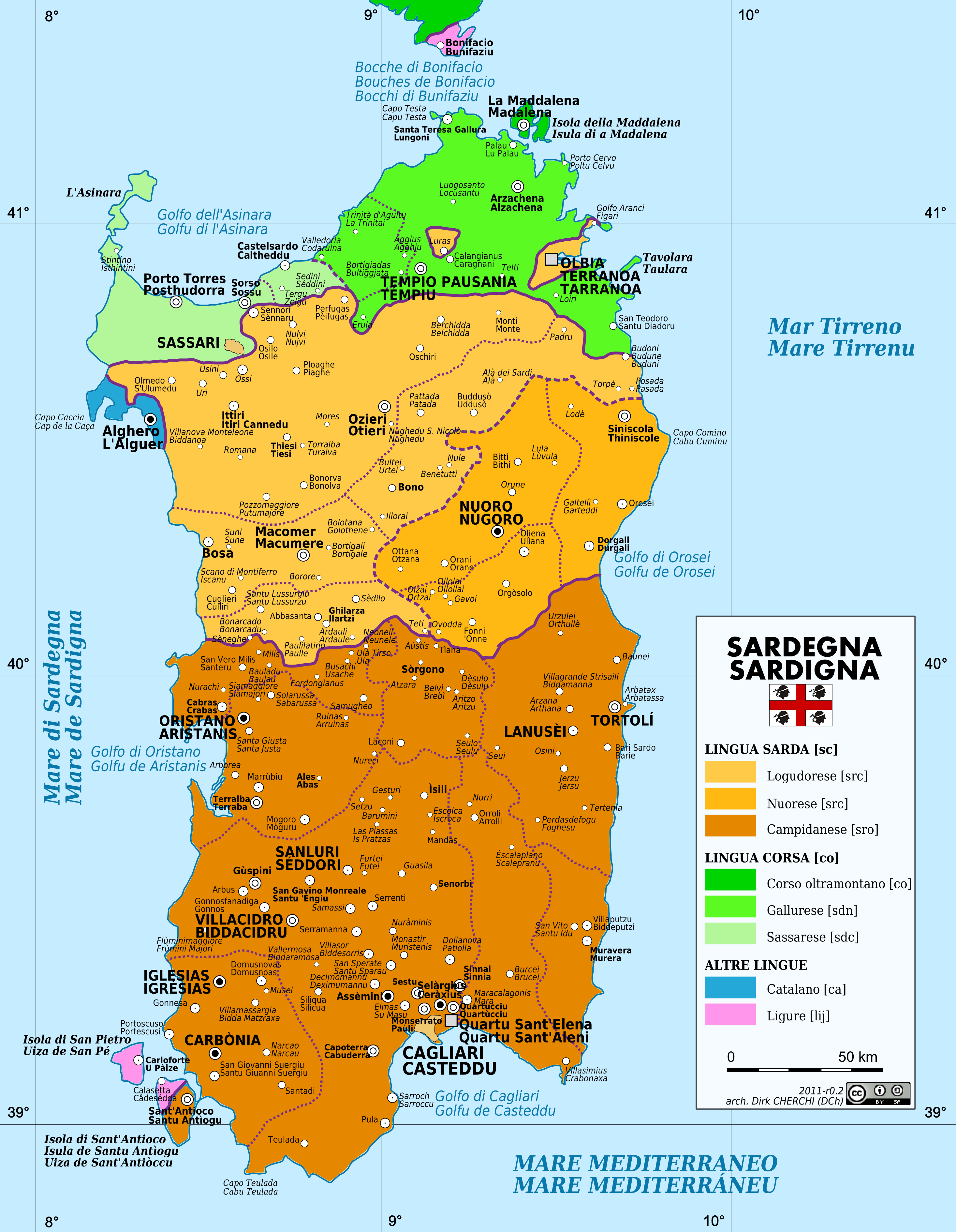
Die Sprachzonen Sardiniens: Korsisch in Grün

Häufigkeit der Verwendung von Regional- und Minderheitensprachen in Italien (ISTAT, 2015): Die Insel Sardinien, in deren Nordteil korsische Dialekte gesprochen werden, gehört zur grau dargestellten Zone; in dieser werden lokale Mundarten am seltensten verwendet (unter 5 Prozent)

Als hochgradig bedroht müssen die in Nordsardinien gesprochenen korsischen Mundarten betrachtet werden, die vom italienischen Staat im Gegensatz zum Sardischen nicht offiziell als Regionalsprache anerkannt und daher nicht geschützt oder gefördert werden. Auf ganz Sardinien dominiert heute im öffentlichen Leben das Italienische. Nach einer Erhebung von 2015 gehört Sardinien zu den Regionen Italiens, in denen die Regionalsprachen bzw. Dialekte besonders selten verwendet werden.

## Struktur des Korsischen
Morphologie und Syntax
Der definite Artikel geht wie in fast allen romanischen Sprachen auf die lateinischen Demonstrativa ILLE, ILLUD, ILLA zurück.
| Bestimmter Artikel | Bestimmter Artikel | Bestimmter Artikel |
| ------------------ | ------------------ | ------------------ |
| Numerus            | Maskulin           | Feminin            |
| Singular           | u, l' (vor Vokal)  | a, l' (vor Vokal)  |
| Plural             | i, l' (vor Vokal)  | e, l' (vor Vokal)  |

Der indefinite Artikel lautet un für Maskulina, una für Feminina bzw. un'  bei mit Vokal beginnenden Feminina.
Die Personalpronomina lauten eo/eiu, tù, ellu/ella, noi, voi, elli/elle für dt. „ich, du, er/sie, wir, ihr, sie (mask.)/sie (fem.)“. Wie im Standarditalienischen ist die Setzung des Pronomens nicht obligatorisch: parlu „ich spreche“. Das Pronomen wird zur Betonung verwendet: eo parlu „ICH spreche (nicht du)“.
Die Possessivpronomen stehen wie im Italienischen mit dem definiten Artikel: u mio, u to „mein“, „dein“ etc.
Die wichtigsten Auxiliarverben sind esse und avè „sein“ und „haben“. Sie dienen vor allem auch zur Bildung des Perfekts. Wie aus avè erkennbar, hat der Infinitiv seine typische lateinische -RE-Endung im Korsischen verloren; jedoch ist esse noch dasselbe wie im Latein. Neben dem Perfekt gibt es wie in allen romanischen Sprachen und Dialekten ein Imperfekt, im gesprochenen Korsisch verwendet man das Präsens für die Zukunft.
Das Korsische weist wie Standarditalienisch (Toskanisch) und das (ostromanische) Rumänisch keine auf -s endenden Pluralformen auf. Vielmehr blieben Pluralformen des lateinischen Nominativ (-i, -ae) erhalten: Maskuline Wörter enden meist auf -u und bilden den Plural auf -i: lettu, letti (Bett, Betten). Feminine Wörter bilden meist den Singular auf -a und den Plural auf -e: scala, scale (Stiege, Stiegen). Wörter, die auf -e enden, können maskulin oder feminin sein und formen den Plural auf -i oder (im Norden) -e: noce, noci/noce (Nuss, Nüsse).

## Einführende Literatur / Sprachführer
- MARCHETTI, Pascal: Le Corse de poche, Éd. Assimil, Chennevières-sur-Marne, 2005.